# Kurarua plauta
Kurarua plauta är en skalbaggsart som beskrevs av J. Linsley Gressitt och Yves Rondon 1970. Kurarua plauta ingår i släktet Kurarua och familjen långhorningar.
Artens utbredningsområde är Laos. Inga underarter finns listade i Catalogue of Life.